# İstanbulspor
L'İstanbulspor Anonim Şirketi és un club esportiu, destacat en futbol, turc de la ciutat d'Istanbul.

## Història
L'İstanbulspor fou fundat per Kemal Halim Gürgen i per estudiants del Liceu d'Istanbul (İstanbul Lisesi) el 4 de gener de 1926. La temporada 1931-1932 guanyà la Lliga d'Istanbul i el campionat turc.
Fins al 1990 el club fou dirigit per la fundació del Liceu d'Istanbul anomenant-se İstanbulspor SFTAŞ. Ascendí i descendí de la màxima categoria del futbol turc diversos cops. El 1990, l'Uzan Holding, dirigit per l'empresari i antic membre del Liceu Cem Uzan, comprà el club i el convertí en İstanbulspor A.Ş.. Aconseguí ascendir a la primera divisió el 1995, quedant quart classificat la temporada 1997-1998 fet que li donà la possibilitat de disputar la Copa de la UEFA. La família Uzan deixà de donar el seu suport al club el 2001. El club entrà en una crisi econòmica i el 2003 fou intervingut per les autoritats. De forma paral·lela baixà de categoria. L'any 2006 el club fou venut a l'empresa de l'antic jugador Saffet Sancaklı Marmara Spor Faaliyetleri San. ve Tic. A.Ş. per $3,250,000.
Històricament és el quart club de la ciutat d'Istanbul en importància i millor estructura professional, darrere dels tres grans Beşiktaş JK, Galatasaray i Fenerbahçe SK.

## Símbols
Els colors de l'İstanbulspor són el groc i el negre, que són els colors del Liceu d'İstanbul. També s'accepta el blanc com a tercer color, però no és oficial.
Pel fet d'haver representat a Turquia en una competició internacional, el club té el privilegi d'usar la bandera turca com emblema, que usa juntament amb l'emblema del Liceu.

## Palmarès

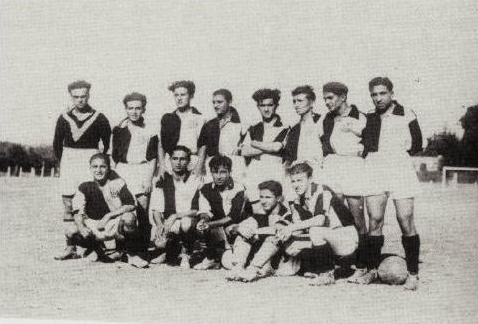
Lliga d'Istanbul de futbol - Istabulspor, campió 1931-32

- Segona divisió turca (2): 1967-68, 1993-94
- Campionat turc de futbol (1): 1931-32
- Lliga d'Istanbul de futbol (1): 1931-32
- Istanbul Escut: (1): 1931
- Copa TSYD (2)

## Jugadors destacats
| - Elvir Baljić - Elvir Bolić - Alban Bushi - Oğuz Çetin - Tanju Çolak - Kostas Kasapoğlu - Aykut Kocaman - Vedin Music - Uche Okechukwu | - Yasin Özdenak - Oleg Salenko - Cemil Turan - John van den Brom - Peter van Vossen - Sergen Yalçın - Yıldo - Alex Yordanov - Zdravko Zdravkov |